# Пестяки
Пестяки́ — посёлок городского типа (с 1959), административный центр Пестяковского сельского поселения, Пестяковского городского поселения и Пестяковского района Ивановской области Российской Федерации.

## Происхождение названия
Происхождение топонимa Пестяки имеет несколько версий. Согласно одной, предположительно название образовано от имени первопоселенца по прозвищу Пестун (пестун — тот, кто пестует кого-либо, заботливый воспитатель; пестуном также называли старого отставного воина, воспитателя новобранцев). По другой, весьма критичной — возникло от личного имени, фамилии польского военнопленного, поселённого здесь «пана Пестяка». Согласно ещё одной версии — от старославянского слова «пистикий» — то есть чистый, светлый (о воде).

## География
Расположен на реке Пурешок, на автодороге Иваново — Нижний Новгород, в 123 км к юго-востоку от Иванова и в 90 км к востоку от железнодорожной станции Шуя (на линии Владимир — Иваново). Расстояние до Нижнего Новгорода составляет по автомобильной дороге 120 км.

## История
Впервые сельцо Пестяки упоминается в 1379 году , до той поры именовавшееся погостом, затем в 1583 году  — как владение бояр, князей Пожарских (Стародубских). В письменном источнике 1628 г. сообщается что 31 декабря 1621 года князь Дмитрий Пожарский подарил «присёлок Пестяков в Суздальском уезде Нижнего Ландеха» своему племяннику — князю Ивану Никитичу Хованскому.

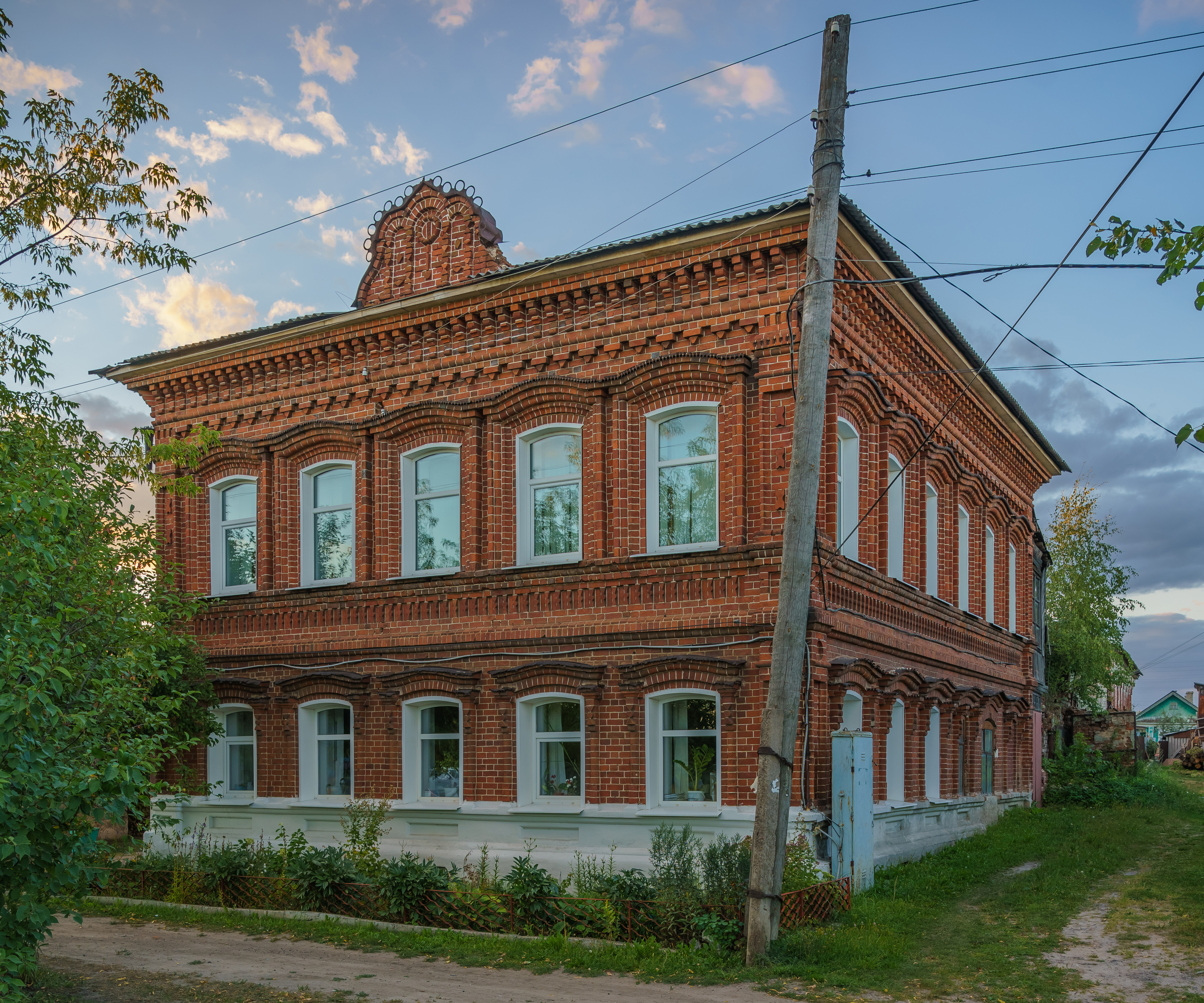
Жилое здание в Пестяках

Князьями Хованскими c первой половины XVIII века была открыта близ села суконная мануфактура, производившая сукно для нужд императорской российской армии. В 1874 году крестьяне, приписанные к суконной фабрике, взбунтовались; для усмирение фабричного бунта была прислана кавалерийская часть Псковского Кирасирского полка, на что бунтовщики устроили поджог — устроенный пожар уничтожил фабрику, а владельцы фабрики отказались её восстанавливать.
По сведениям Центрального статистического комитета Министерства внутренних дел 1859 года, опубликованным в 1863 году: «Владимирской губернии Гороховецкого уезда, 2-го стана, село владельческое Пистяки, при речке Пурешке; расположено на Ярославском торговом тракте от границы Вязниковского уезда к Балахнинскому. От уездного города 60 вёрст; число дворов 230; жителей мужского пола 588, женского — 729. Церковь православная 2, базар 1, ярмарок 3».
В XIX — первой четверти XX вв. село Пестяки центр Пестяковской волости Гороховецкого уезда Владимирской губернии.

## Население
| 1859  | 1897  | 1905  | 1939  | 1959  | 1970  | 1979  | 1989  | 2002  |
| ----- | ----- | ----- | ----- | ----- | ----- | ----- | ----- | ----- |
| 1317  | ↗1550 | ↘1209 | ↗2817 | ↗4472 | ↘4399 | ↗4617 | ↗4817 | ↘4319 |
| 2009  | 2010  | 2012  | 2013  | 2014  | 2015  | 2016  | 2017  | 2018  |
| ↘4137 | ↘4028 | ↘3971 | ↘3887 | ↘3755 | ↘3673 | ↘3554 | ↘3478 | ↘3373 |
| 2019  | 2020  | 2021  |       |       |       |       |       |       |
| ↘3270 | ↘3227 | ↘3097 |       |       |       |       |       |       |

Национальный состав
По итогам переписи населения 2020 года проживали следующие национальности (национальности менее 0,1 % и другое, см. в сноске к строке «Другие»):
| Национальность | Численность, чел. | Доля     |
| -------------- | ----------------- | -------- |
| Русские        | 3030              | 97,84 %  |
| Другие         | 67                | 2,16 %   |
| Итого          | 3097              | 100,00 % |

## Экономика

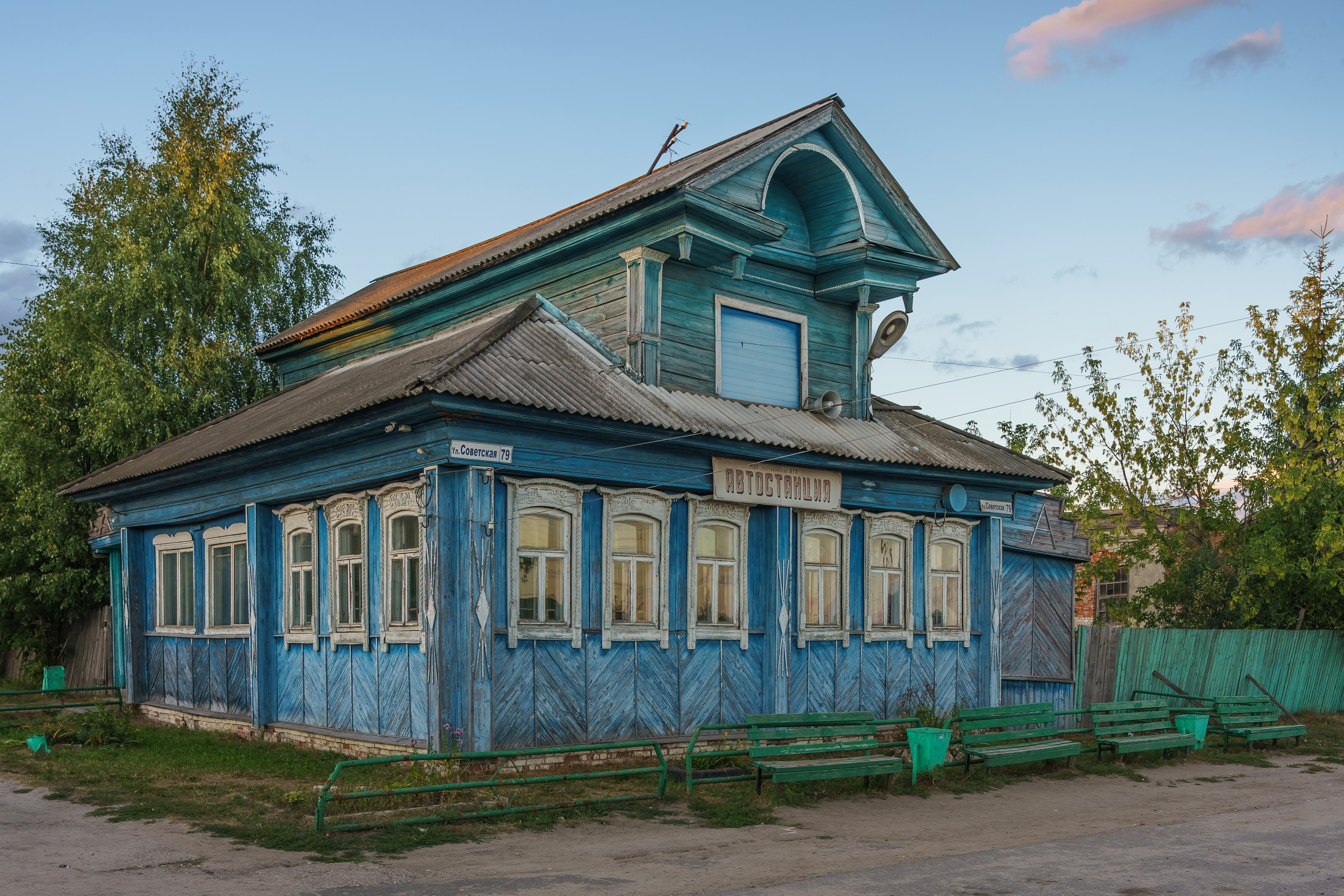
Автостанция в Пестяках

В посёлке работают леспромхоз, строчевышивальная фабрика, швейное производство форменной и специальной одежды ООО «Исток-Пром», завод тренажёрного оборудования «Кинезис».
Существовавшие ранее предприятия: мебельная фабрика, завод упаковочного оборудования, льнозавод, молочный завод, сапоговаляльная фабрика, крахмало-паточный завод в новейшее время признаны банкротами из-за чего многие жители посёлка вынуждены искать работу в других городах России.
В июне 2019 года создана первая в России бесплатная школа 3D-моделирования, алгоритмики и программирования беспилотных летательных аппаратов ОБЛАКО-Геоскан для малых городов России.

## Культура
В посёлке имеются Пестяковская публичная библиотека (в здании бывшего купеческого дома), Дом культуры, музыкальная школа, Краеведческий музей, Дом детского творчества (Дом пионеров), студия «Чадушки»; действуют несколько творческих объединений граждан, в числе их Литературный клуб «Откровение слова», клуб «Ветеран», народный театр «Диалог».
Имеются местные средства массовой информации: Бюджетное учреждение Ивановской области "Редакция газеты «Новый путь», представлено на сайте Общественно-политической газеты Пестяковского района «Новый путь».

## Транспорт
В Пестяках действует ряд городских, пригородных и междугородних маршрутов.
Городские:
- № 1 Автостанция — Демидово
- № 2 Автостанция — Нижний Ландех
- № 3 Автостанция — Беклемищи
- № 4 Автостанция — Шалаево
- № 5 Автостанция — Сезух
- № 7 Автостанция — Филята

Пригородные:
- 102 Пестяки (Автостанция) — Чкаловск
- Верхний Ландех — Засека
- Верхний Ландех — Кромы

Междугородние:
- 073 Нижний Новгород (ТПУ Канавинский) — Ярославль (Ярославль-Главный)
- 588 Иваново (Автовокзал) — Пестяки (Автостанция)
- э733 Нижний Новгород (ТПУ Канавинский) — Кострома (Железнодорожный вокзал)
- 2428 Нижний Новгород (ТПУ Канавинский) — Кострома (Железнодорожный вокзал)
- 4225 Нижний Новгород (ТПУ Канавинский) — Иваново (Автовокзал)
- 4334 Нижний Новгород (ТПУ Канавинский) — Иваново (Автовокзал)
- 4280 Нижний Новгород (ТПУ Канавинский) — Кострома (Железнодорожный вокзал)
- 4281 Нижний Новгород (ТПУ Канавинский) — Кострома (Железнодорожный вокзал)
- 5853/6289 Ярославль (Ярославль-Главный) — Кострома (Железнодорожный вокзал); Кострома (Железнодорожный вокзал) — Нижний Новгород (ТПУ Канавинский)
- 5870 Ярославль (Ярославль-Главный) — Нижний Новгород (Щербинки)

## Православная церковь

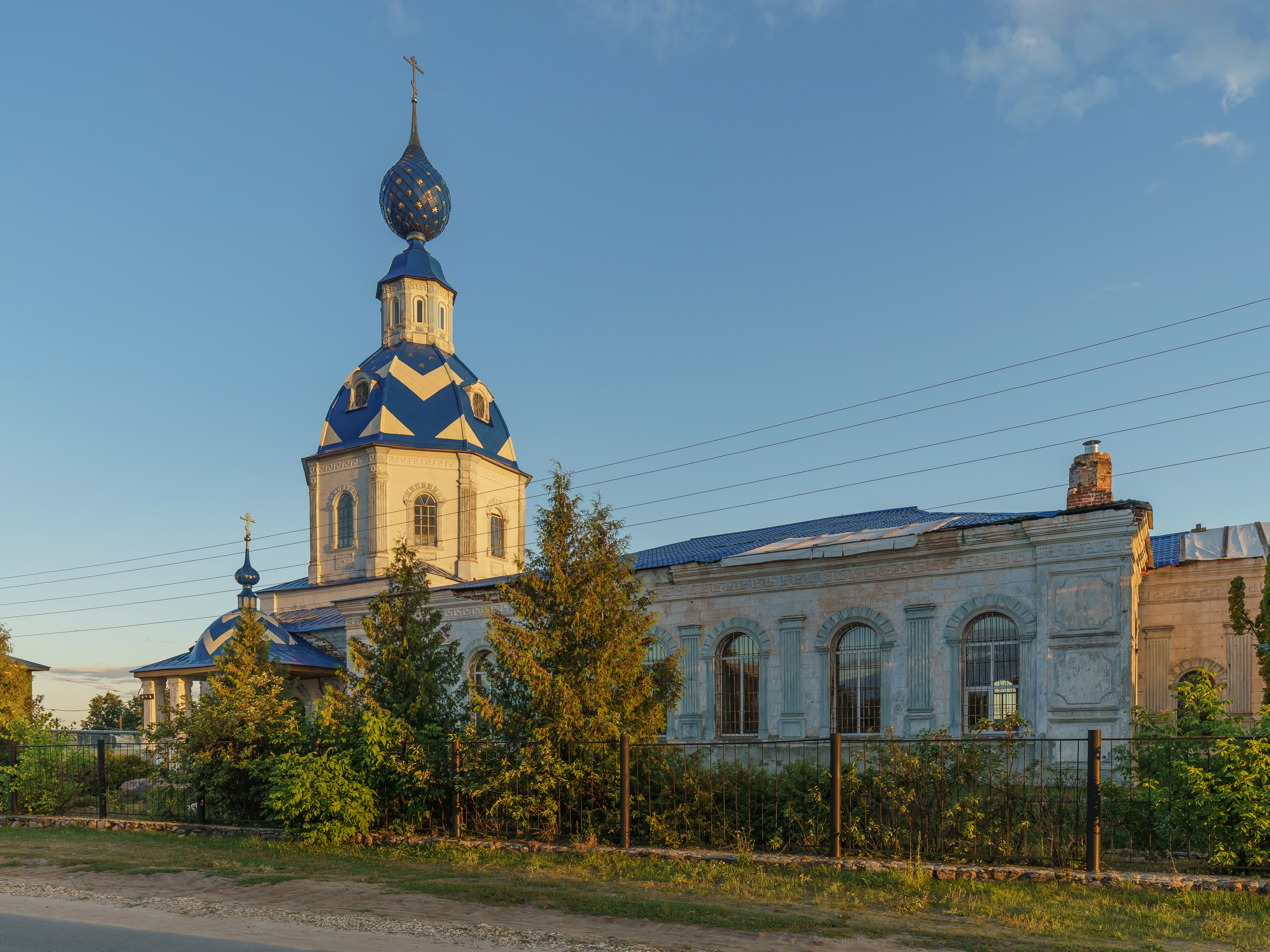
Успенская церковь

По сведениям писцовых книг Суздальского уезда за 1628 год за владельцем сельца Пестяки, князем Иваном Никитичем Хованским, значится деревянная церковь Николая Чудотворца. В 1752—1760 гг., взамен сгоревшего Никольского храма, была построена каменная церковь во имя Успения Пресвятой Богородицы, в трапезе во имя Святого Николая Чудотворца и святого Петра, митрополита Московского. Её приход составляли помимо села Пестяки ещё 78 деревень. В 1787 году в селе была построена деревянная однопрестольная Троицкая церковь, при ней каменная колокольня, построенная в 1885 году.
При советской власти, проводившей антирелигиозную политику, в 1930-е годы, церковь была закрыта, колокольня разрушена. В 1990-е годы Успенская церковь возвращена верующим, отремонтирована, в трапезной устроен Петропавловский придел; ныне восстановленная Успенская церковь является действующей.
В 1999 году под храмом открыли подземный храм в честь Великомученика и целителя Пантелеимона. При восстановительных работах, в подвале храма найдены останки людей, убитых выстрелом в затылок. Выяснено, что это останки священнослужителей, расстрелянных сотрудниками НКВД в 30-е годы (всего семь священнослужителей). Невинно убиенных похоронили при храме в братской могиле.

## Памятники
Одним из главных памятников пгт Пестяки, является монумент, сооружённый в память Великой Отечественной войне 1941—1945 гг., о земляках-пестяковцах, погибших или пропавших без вести в боях за Родину, и внесённых в «Книгу памяти Ивановской области».
В 2015 году вблизи святых источников (родников), расположенных на берегу «Пестяковского озера», устроен мемориальный комплекс, получивший наименование «Аллея 70-летия Победы», в честь Дня Победы советского народа в Великой Отечественной войне.
В 2016 году в память о важнейшем событии в истории нашей Родины — Освобождении Москвы от поляков в 1612 году, в котором участвовали и жители Пестяков, вблизи мемориального комплекса насыпан Курган славы, с установленной на нём гранитной стелой.
В 2017 году в Пестяках установлен и освящён Поклонный крест в память о существовавшем в селе православном Троицком храме (и приходского погоста), разрушенном в 30-х гг. XX в., располагавшемся на том месте, где впоследствии были построены база Сельхозтехники и комплекс жилых домов.

## Этнографическое расположение
Пестяки относятся к Пестяковскому этноучастку Ландеховско-Мугреевской этнографической зоны Суздальской земли.